# New London (Texas)
New London é uma cidade localizada no estado norte-americano do Texas, no Condado de Rusk.

## Demografia
Segundo o censo norte-americano de 2000, a sua população era de 987 habitantes.
Em 2006, foi estimada uma população de 1005, um aumento de 18 (1.8%).

## Geografia
De acordo com o United States Census Bureau tem uma área de
22,4 km², dos quais 22,4 km² cobertos por terra e 0,0 km² cobertos por água.

## Localidades na vizinhança
O diagrama seguinte representa as localidades num raio de 24 km ao redor de New London.